# 稲代坐神社
稻代坐神社（いなしろにますじんじゃ）は、奈良県橿原市にある神社である。式内大社で、旧社格は村社。

## 歴史

### 概史
創建年代は明らかではないが、『新抄勅格符抄』の大同元年（806年）に「稌代神社 一戸｣とあり、遠く1180余年前には祀られていたとされる。延喜式神名帳では大社に列し、月次・新嘗の奉幣に預ると記されている。

### 神階
- 天安3年（859年）1月27日、従五位下から従五位上（『日本三代実録』）- 表記は「稔代神」